# Пси⁷ Возничего
Пси⁷ Возничего (лат. ψ⁷ Aurigae), 58 Возничего (лат. 58 Aurigae), HD 49520 — тройная звезда в созвездии Возничего на расстоянии приблизительно 330 световых лет (около 101 парсеков) от Солнца.

## Характеристики
Первый компонент — оранжевый гигант спектрального класса K0 или K3III. Видимая звёздная величина звезды — +4,975m. Радиус — около 20,92 солнечных, светимость — около 153,937 солнечных. Эффективная температура — около 4445 К.
Второй компонент удалён на 40,9 угловых секунды. Видимая звёздная величина звезды — +10m.
Третий компонент (CCDM J06508+4147C) удалён на 118 угловых секунд. Видимая звёздная величина звезды — +11,6m.